# Pray Until Something Happens
Pray Until Something Happens er en film instrueret af Julie Bang og Anna Goldblum Treiman.

## Handling
Rebecca Awe er dyrlæge i Tumu i det nordlige Ghana. Hun slænger det mindste barn på ryggen og kører på sin motorcykel ud til sine opgaver blandt områdets store kvægflokke. Noget af en opgave for en kvinde! Hun har sine meningers mod om opgavernes fordeling mellem kønnene, og hun er ikke bange for at give dem fra sig. Vi følger hende på arbejdet og i fritiden, da hun har en aftale med en særlig kraftfuld magt for at få sine drømme opfyldt.